# Vorawongse I
Koning Somdetch Brhat-Anya Chao Brhatasena Vora Varman Raja Sri Sadhana Kanayudha, beter bekend onder de naam Vorawongse I. Hij volgde Sensulinthara op als 20e koning van Lan Xang in 1575. Hij was een zoon van koning Photisarat I. Hij was in 1564 door de Birmezen gevangengenomen en werd op de troon gezet door de Birmezen nadat dezen koning Sensulinthara gevangen hadden genomen. In 1579 vond er echter een opstand plaats en werd hij gedwongen om te vluchten. Hij verdronk tijdens zijn vlucht en zijn vrouw en 2 dochters met hem in hetzelfde jaar. Hij werd opgevolgd door dezelfde man die voor hem had geregeerd, namelijk: Sensulinthara.